# 나가사와 다쿠야
나가사와 다쿠야(일본어: 長澤 拓哉, 1993년 4월 10일~)는 일본의 축구 선수이다.

## 구단 경력
그는 2012년 일본 지역 리그의 아르티스타 도미에 입단했다. 2013년부터 2016년까지 류코쿠 대학에서 활동하였다. 2017년 J2리그의 가마타마레 사누키에 입단했다. 2018년후 J3리그에 강등했다. 2020년 시나가와 CC 요코하마로 이적했다. 2021년 6월 현역 은퇴.